# In einem Land vor unserer Zeit (Zeichentrickserie)
In einem Land vor unserer Zeit (engl. The Land Before Time) ist eine US-amerikanische Zeichentrickserie, die auf der gleichnamigen Filmreihe basiert. Sie wurde 2007 produziert und in den USA ab dem 5. März 2007 ausgestrahlt. Die deutsche Erstausstrahlung erfolgte vom 9. März 2008 bis 3. April 2008 im KI.KA.

## Handlung
Die Serie erzählt von den Abenteuern einer Gruppe junger Dinosaurier um den „Langhals“ Littlefoot und ist in prähistorischer Zeit angesiedelt. Sie knüpft an den 13. Film der Reihe an. Littlefoot und seine Freunde erleben weitere Abenteuer.

## Figuren
- Littlefoot ist ein junger männlicher Langhals (Apatosaurus), der seine Mutter verloren hat und bei seinen Großeltern im Großen Tal lebt. Er ist Anführer einer Gruppe junger Dinosaurier unterschiedlicher Spezies. Er ist mutig aber vernünftig.
- Cera ist eine junge, heißspornige Dreihorn-Dame (Triceratops) und gute Freundin von Littlefoot sowie Mitglied von dessen Clique. Durch ihre Selbstüberschätzung und Ungestümheit bringt sie sich und ihre Freunde oft in Schwierigkeiten.
- Petrie ist ein junger männlicher Flieger (Pteranodon) und guter Freund von Littlefoot sowie Mitglied von dessen Gruppe. Er spricht mit einem markanten grammatikalischen Sprachfehler. So sagt er beispielsweise „Ich gefliegt“ statt „Ich bin geflogen“ oder „Bin ich geflogen?“. Er ist sehr ängstlich, insbesondere beim Auftauchen von fleischfressenden Dinosauriern.
- Ducky ist eine junge Breitmaul- bzw. Schwimmer-Dame (Saurolophus) und gute Freundin von Littlefoot sowie Mitglied von dessen Gruppe. Auffällig an ihrer Ausdrucksweise ist die dreifache Wiederholung, um Zustimmung oder Ablehnung zum Ausdruck zu bringen- ersteres in Form von „Jep, jep, jep“, letzteres in Form von „Nein, nein, nein“. Sie reitet meistens auf anderen Dinosauriern, insbesondere auf Spike.
- Spike ist ein junger männlicher Dornenschwanz (Stegosaurus) und guter Freund von Littlefoot sowie Mitglied von dessen Clique. Er ist sehr spät aus seinem Ei geschlüpft und auch insgesamt etwas spätentwickelt. So ist er auch der einzige der Jungsauriergruppe, der sich nicht verbal ausdrücken kann. Er ist sehr gutmütig und würde am liebsten die ganze Zeit nur schlafen oder essen.
- Chomper ist ein junger männlicher Scharfzahn (Tyrannosaurus rex), der ebenfalls Mitglied von Littlefoots Gruppe ist. Er ist der einzige Fleischfresser der Gruppe, ernährt sich jedoch von Insekten und ist daher keine Gefahr für seine pflanzenfressenden Freunde. Durch seine Art ist er in der Lage andere Scharfzähne zu verstehen und mit ihnen zu kommunizieren.

## Produktion und Veröffentlichung
Die Serie wurde 2007 von Universal Animation Studios und Amblin Entertainment unter der Regie von Scott Heming und Dick Sebast produziert. Die Drehbücher von Ford Riley, Jack Monaco, Judy Freudberg und Tony Geiss basierten auf einer Idee von Ford Riley. Die Musik der Serie komponierte Cory Lerios, der Vorspanntitel stammt von Cory Lerios, Roc Gagliese, Steve D’Angelo und Terry Tompkins. Für den Schnitt war Jay Bixsen verantwortlich.
Die Erstausstrahlung der Serie fand ab dem 4. März 2007 bei Cartoon Network in den USA statt. Es folgten Ausstrahlungen in Kanada, Frankreich, Japan, Russland, Italien und weiteren Ländern. Die deutsche Fassung wurde ab dem 9. März 2008 bei KI.KA erstmals gezeigt. Die Folgen erschienen auf Englisch und Deutsch auch auf DVD.

## Synchronisation
| Rolle                   | Deutscher Sprecher         | Englischer Sprecher      |
| ----------------------- | -------------------------- | ------------------------ |
| Ali                     | Tanya Kahana               | Nika Futterman           |
| Bron, Littlefoots Vater | Erich Räuker               | Cam Clarke               |
| Cera                    | Magdalena Turba            | Anndi McAfee             |
| Ceras Vater             | Helmut Krauss              | John Ingle               |
| Chomper                 | Constantin von Jascheroff  | Max Burkholder           |
| Doc                     | Jan Spitzer                | Kris Kristofferson       |
| Ducky                   | Julia Stoepel              | Aria Curzon              |
| Großmutter              | Rita Engelmann             | Miriam Flynn             |
| Großvater               | Karl Schulz                | Kenneth Mars             |
| Guido                   | Marius Clarén              | Rob Paulsen              |
| Hyp                     | Michael Iwannek            | Mikey Kelley             |
| Littlefoot              | Rubina Kuraoka             | Cody Arens               |
| Meister Plattnase       | Jochen Schröder            | Dorian Harewood          |
| Mo                      |                            | Rob Paulsen              |
| Mutt                    | Frank Schröder             | Jeff Bennett             |
| Nod                     | Björn Schalla              | Scott Menville           |
| Petrie                  | Wolfgang Ziffer            | Jeff Bennett             |
| Spike                   | Mario von Jascheroff       | Rob Paulsen              |
| Rhett                   | David Turba                | Elizabeth Daily          |
| Ruby                    | Juana-Maria von Jascheroff | Meghan Strange           |
| Saro                    | Tobias Kluckert            | Pete Sepenuk             |
| Scuttle                 | Engelbert von Nordhausen   | Kevin Michael Richardson |
| Shorty                  | Hannes Maurer              | Elizabeth Daily          |
| Tria                    | Arianne Borbach            | Jessica Gee              |

## Episodenliste
| Nr.       | Deutscher Titel                | Originaltitel                      | dt. Erstausstrahlung | US-Erstausstrahlung |
| --------- | ------------------------------ | ---------------------------------- | -------------------- | ------------------- |
| 1 (1-01)  | Die Höhle der vielen Stimmen   | The Cave of Many Voices            | 9. März 2008         | 4. März 2007        |
| 2 (1-02)  | Der verlorene Zahn             | The Mysterious Tooth Crisis        | 10. März 2008        | 8. März 2007        |
| 3 (1-03)  | Die Schlüpftags-Feier          | The Star Day Celebration           | 11. März 2008        | 7. März 2007        |
| 4 (1-04)  | Der verlorene Glitzerstein     | Canyon of the Shiny Stones         | 12. März 2008        | 6. März 2007        |
| 5 (1-05)  | Gefährliche Spiele             | The Great Log Running Game         | 13. März 2008        | 13. März 2007       |
| 6 (1-06)  | Der kleine Angeber             | The Brave Longneck Scheme          | 14. März 2008        | 9. März 2007        |
| 7 (1-07)  | Das springende Sprudelwasser   | The Meadow of Jumping Waters       | 15. März 2008        | 12. März 2007       |
| 8 (1-08)  | Das neue Nest                  | Days of Rising Waters              | 16. März 2008        | 21. März 2007       |
| 9 (1-09)  | In der Falle                   | Escape from the Mysterious Beyond  | 17. März 2008        | 16. März 2007       |
| 10 (1-10) | Die geheime Schlucht           | The Hidden Canyon                  | 18. März 2008        | 19. März 2007       |
| 11 (1-11) | Der große Geschichtenerzähler  | The Legend of the Story Speaker    | 19. März 2008        | 14. März 2007       |
| 12 (1-12) | Das Große-Helle-Scheibe-Fest   | The Bright Circle Celebration      | 20. März 2008        | 15. März 2007       |
| 13 (1-13) | Der gefährliche Ausflug        | The Lonely Journey                 | 21. März 2008        | 1. September 2007   |
| 14 (1-14) | Das verlorene schnelle Wasser  | The Missing Fast-Water Adventure   | 22. März 2008        | 2. September 2007   |
| 15 (1-15) | Gruselige Schlafgeschichten    | The Spooky Nighttime Adventure     | 23. März 2008        | 7. Januar 2008      |
| 16 (1-16) | Der einsame Dinosaurier        | The Lone Dinosaur Returns          | 24. März 2008        | 8. Januar 2008      |
| 17 (1-17) | Spike, der große Weise         | Stranger from the Mysterious Above | 25. März 2008        | 9. Januar 2008      |
| 18 (1-18) | Turbulente Flugversuche        | The Hermit of Black Rock           | 26. März 2008        | 10. Januar 2008     |
| 19 (1-19) | Das mutige Dreihornmädchen     | The Amazing Three Horn Girl        | 27. März 2008        | 11. Januar 2008     |
| 20 (1-20) | Die Langhalsprüfung            | The Big Longneck Test              | 28. März 2008        | 14. Januar 2008     |
| 21 (1-21) | Gefährliche Scharfzahneier     | The Great Egg Adventure            | 29. März 2008        | 15. Januar 2008     |
| 22 (1-22) | Einzug der Sandkneifer         | March of the Sand Creepers         | 30. März 2008        | 16. Januar 2008     |
| 23 (1-23) | Verbotene Freundschaft         | The Forbidden Friendship           | 31. März 2008        | 17. Januar 2008     |
| 24 (1-24) | Nächte der fliegenden Steine   | Return to Hanging Rock             | 1. April 2008        | 18. Januar 2008     |
| 25 (1-25) | Die Himmelsfarben-Steine-Suche | Search for the Sky Color Stones    | 2. April 2008        | 22. Januar 2008     |
| 26 (1-26) | Spike, der Retter              | Through the Eyes of a Spiketail    | 3. April 2008        | 23. Januar 2008     |